# Дженкинс, Эндрю
Эндрю Дженкинс (англ. Andrew Jenkins; род. 28 декабря 1988, Медисин-Хат, Альберта, Канада) — канадский актёр, лауреат премии «Young Artist Award».

## Ранняя жизнь
Родился 28 декабря 1988 года в Медисин-Хат в семье музыкантов. Детство провёл на родительской ферме. Окончил Университет Британской Колумбии со степенью бакалавра изобразительных искусств. Актёрскому мастерству обучался на Студии Уильяма Эспера в Нью-Йорке.

## Карьера
Дебютировал на телевидении в 2007 году, в пилотном эпизоде сериала «Спасите Грейс». Уже спустя два года актёр получил главную роль в телепрограмме «Путешествие в водный мир» (англ. Stormworld), съёмки которого проходили в городе Перт, Австралия. За эту роль Эндрю был дважды номинирован на премию «Young Artist Award», а также на престижную в Канаде премию «Leo». В 2010 он появился в двух эпизодах «Башни познания» и на этот раз получил «Young Artist Award» в номинации «лучший молодой актёр в эпизоде телесериала». В 2011 он снялся в короткометражке The Trailer Park Holiday, где его заметила режиссёр Дженнифер Весткотт, которая позже пригласила Дженкинса на одну из главных ролей в независимом фильме «Запертые в гараже» 2012 года выпуска. После этого, в 2013, он снимался в роли Коди в трёх эпизодах американского сериала «Убийство», а также в одном из эпизодов сериала «Сверхъестественное». В 2015 играл роль Теда Лауфера в двух эпизодах первого сезона телесериала «Уэйуорд Пайнс».
В 2016 по сценарию Эндрю Дженкинса был снят психологический триллер «Lost Solace», в котором он также выступил исполнителем главной роли и продюсером. Мировая премьера состоялась на кинофестивале Cinequest в Сан-Хосе.
Фанатам сериала «Однажды в сказке» Дженкинс известен по роли рыцаря Сэра Персиваля в пятом сезоне.

## Фильмография
| Год       |     | Русское название         | Оригинальное название    | Роль           |
| --------- | --- | ------------------------ | ------------------------ | -------------- |
| 2007      | с   | Спасите Грейс            | Saving Grace             | Эдди Остин     |
| 2009      | с   | Путешествие в водный мир | Stormworld               | Джейсон        |
| 2010      | с   | Башня познания           | Tower Prep               | Джереми / Один |
| 2011      | кор |                          | The Trailer Park Holiday | Ганнер         |
| 2012      | ф   | Запертые в гараже        | Locked in a Garage Band  | Скотт          |
| 2013      | с   | Убийство                 | The Killing              | Коди           |
| 2013      | с   | Сверхъестественное       | Supernatural             | Питер Дженкинс |
| 2014      | ф   | Мой друг – гей           | Date and Switch          | певец кантри   |
| 2015      | с   | Уэйуорд Пайнс            | Wayward Pines            | Тед Лауфер     |
| 2015      | с   | Однажды в сказке         | Once Upon a Time         | Сэр Персиваль  |
| 2016      | ф   |                          | Lost Solace              | Спенс Катлер   |
| 2016      | тф  | Время танцевать          | A Time to Dance          | Мэтт           |
| 2017      | с   | Типа моя жена            | Imposters                | Бобби          |
| 2018—2019 | с   | Сирена                   | Siren                    | Даг Паунэлл    |
| 2018      | ф   | Хищник                   | The Predator             | лейтенант      |